# Ciprian Manolescu
Ciprian Manolescu (né le 24 décembre 1978) est un mathématicien roumain-américain, travaillant en théorie de jauge, géométrie symplectique, et en topologie en basses dimensions. Il est actuellement professeur de mathématiques à l'université Stanford.

## Biographie
Il effectue ses huit premières années à l'école no. 11 Mihai Eminescu, et ses études secondaires à l'école secondaire Ion Brătianu de Piteşti. Il fait son doctorat à l'université Harvard sous la direction de Peter Kronheimer, et devient professeur au cours de premier cycle Math 55[réf. souhaitée]. Il est lauréat du prix Morgan, en 2002. Sa thèse de premier cycle nommée Finite dimensional approximation in Seiberg–Witten theory (Approximation des dimensions finies en théorie de Seiberg-Witten) et son sujet de doctorat est A spectrum valued TQFT from the Seiberg–Witten equations.
Au début de l'année 2013, il publie un article détaillant une preuve réfutant la conjecture de triangulation pour des variétés de dimension 5 et plus.

## Récompenses et honneurs
Il fait partie du Clay Research Fellowship (2004-2008).
En 2012, il reçoit l'un des dix prix de la Société mathématique européenne pour son travail sur la topologie en basses dimensions, et en particulier pour son rôle dans le développement de l'homologie combinatoire de Heegaard Floer.
Il est élu en tant que Fellow 2017 de l'American Mathematical Society « pour ses contributions à l'homologie de Floer et à la topologie des variétés ».

## Compétitions
Il se distingue dans de nombreuses compétitions mathématiques :
- il est le seul à avoir fait trois scores parfaits aux Olympiades internationales de mathématiques : Toronto, Canada (1995) ; Bombay, Inde (1996) ; Mar del Plata, Argentine (1997)[5] ;
- il se classe dans le top 5 de la William Lowell Putnam Mathematical Competition pour les étudiants de premier cycle en 1997, 1998 et 2000[6].

## Travaux
- Ciprian Manolescu, « Pin(2)-equivariant Seiberg–Witten Floer homology and the Triangulation Conjecture », J. Amer. Math. Soc., vol. 29,‎ 2016, p. 147–176 (DOI 10.1090/jams829)
- Ciprian Manolescu, Peter Ozsváth et Sucharit Sarkar, « A Combinatorial Description of Knot Floer Homology », Annals of Mathematics, vol. 169, no 2,‎ 2009, p. 633–660 (DOI 10.4007/annals.2009.169.633)
- Robert Lipshitz, Ciprian Manolescu et Jiajun Wang, « Combinatorial cobordism maps in hat Heegaard Floer theory », Duke Mathematical Journal, vol. 145, no 2,‎ 2008, p. 207–247 (DOI 10.1215/00127094-2008-050)